# Актогай (Актогайський район, Павлодарська область)
Актога́й (каз. Ақтоғай) — село, центр Актогайського району Павлодарської області Казахстану. Адміністративний центр Актогайського сільського округу.
Населення — 4495 осіб (2021; 4000 у 2009, 4800 у 1999, 5959 у 1989).
Станом на 1989 рік село мало статус селища міського типу, до 1993 року мало назву Краснокутськ.